# Astrologie sidérale
 (avril 2020).
Améliorez-le ou discutez des points à vérifier. 
L'astrologie sidérale s'appuie sur le zodiaque des étoiles. C'est le système d'astrologie utilisé dans les pays asiatiques (en Inde, par exemple, voir Astrologie Jyotish), ainsi que par une minorité d'astrologues occidentaux. Elle a été popularisée en Occident dans les années 1940 par l'intermédiaire des travaux de l'astrologue irlandais Cyril Fagan (en). Le zodiaque sidéral, qui est à l'origine de l'astrologie comme le démontrent les travaux d'Otto Neugebauer et de Franz-Xaver Kugler (en), a toutefois été redécouvert par les Jésuites durant leur mission scientifique en Inde durant le XVIIe siècle. La dimension strictement sidérale du zodiaque est également enseignée par le Talmud de Babylone (Pessahim IX:58).

## Signes tropicaux et constellations sidérales
Le zodiaque divisé en douze signes utilisé en Occident, tel que défini par Hipparque et Ptolémée, est dit tropical, c'est-à-dire qu'il est divisé en douze portions égales de 30°, en commençant par le point vernal. Ce système est encore utilisé aujourd'hui par l'immense majorité des astrologues occidentaux, mais ne correspond plus à aucune réalité stellaire. Le premier horoscope de nativité de l'histoire, datant du 29 avril 410 av. J.-C., avait été conçu dans la ville de Nippur à partir du zodiaque sidéral avec un découpage en douze secteurs égaux de 30°, comme l'a démontré l'assyriologue américain Abraham Sachs en 1952. Les bases de l'astrologie ont donc été conçues à partir du zodiaque sidéral et non du zodiaque tropical,. 
L'astrologie dite tropicale est saisonnière, car elle considère les saisons de l'hémisphère nord comme étant à l'origine des caractéristiques des individus à la naissance, et ce en tout point du globe. Cette approche fut popularisée sept siècles après Ptolémée par les astrologues musulmans originaires du Khorassan, comme Albumasar durant le califat d'Al Mamun (813-833) au IXe siècle, et fut généralisée à travers l'Europe dans la culture judéo-chrétienne. 
L'astrologie sidérale, quant à elle, définit les signes du zodiaque, également de 30° chacun, à partir des constellations et considère les étoiles comme étant à l'origine des caractéristiques des individus à la naissance, comme au temps des Babyloniens. Toutefois ce zodiaque fixe[Information douteuse], bien que calé sur les étoiles, ne coïncide pas exactement avec les constellations situées dans le plan de l'écliptique, car les constellations astronomiques sont étendues inégalement, et leurs étendues ont été fixées conventionnellement par les astronomes lors d'un congrès astronomique dans le premier tiers du XXe siècle. Si les dessins des constellations ont évolué à travers les civilisations, les étoiles principales de chaque constellation se trouvent présentes dans leur propre dodécatémorie (Spica à 29° de la Vierge, Antarès à 15° Scorpion, etc.).
Presque tous les astrologues, qu'ils soient sidéraux ou tropicaux, sont d'accord pour diviser le zodiaque en 12 signes de taille égale, donc de durée similaire (30 jours, plus ou moins un). En réalité, les constellations diffèrent par leur taille ; ainsi le Soleil est réellement dans l'alignement de la constellation du Scorpion pendant 9 jours, tandis qu'il l'est sur 37 jours devant celle des Poissons (pour prendre les extrêmes). Certains astrologues sidéraux considèrent donc qu'il faut définir la taille des signes proportionnellement à l'étendue réelle des constellations dans le ciel (i.e. dates astronomiques du tableau "Trois zodiaques" ci-dessous).

## Le phénomène de précession des équinoxes et le décalage entre les deux zodiaques

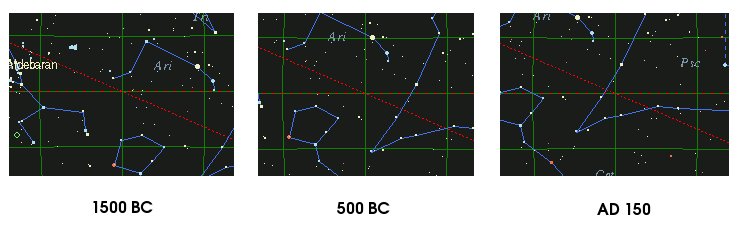
Déplacement du point vernal au cours du temps. La ligne rouge représente un segment de la trajectoire apparente du Soleil (écliptique) durant l'année terrestre. La ligne rouge et verte est la projection de l'équateur terrestre sur la voûte céleste. Le point de concours entre les deux lignes représente le point vernal. En 1500 av. J.-C., il se trouvait au centre de la constellation du Bélier, en 500 av. J.-C. au début du Bélier, et en 150 apr. J.-C. (époque de Ptolémée), à la fin des Poissons.

Le phénomène de précession des équinoxes, redécouvert en 130 av. J.-C. par l'astronome grec Hipparque, révèle un décalage entre les deux systèmes d'environ 1° tous les 72 ans. En effet, à cette époque, l'équinoxe de printemps avait lieu lors de l'entrée du Soleil dans la constellation du Bélier. Cependant, lorsque les Chaldéens puis les prédécesseurs de Ptolémée ont adopté l'astrologie, ils ignoraient le phénomène de la précession des équinoxes et sa redécouverte par Hipparque a été prise en compte par Ptolémée, lequel a donc théorisé au début de l'ère chrétienne un zodiaque dit « tropical », encore utilisé aujourd'hui en Occident, qui ne correspond plus aux constellations, le point vernal (0° Bélier tropical) se trouvant aujourd'hui au début de la constellation des Poissons (5°).
Une personne est dite native d'un signe lorsque le Soleil se trouvait dans ce signe au moment de sa naissance. Par exemple, si une personne est dite « Bélier », en astrologie tropicale, cela signifie que le Soleil se trouvait dans le secteur zodiacal du Bélier au moment de sa naissance (et non dans la constellation, celle-ci s'étant peu à peu décalée via la précession des équinoxes). En astrologie sidérale, pour être dit « Bélier », il faut que le Soleil se soit trouvé effectivement dans la constellation du Bélier lors de sa naissance. Plus simplement, l'astrologie tropicale utilise le zodiaque tel qu'il était aux alentours de l'an 150 apr. J.-C. (et tel qu'il est toujours censé être, puisque le zodiaque tropical ne varie pas), tandis que l'astrologie sidérale utilise le zodiaque des constellations actuelles.
Il résulte du phénomène de précession des équinoxes qu'une personne n'aura pas le même signe astrologique selon qu'elle utilise l'astrologie tropicale ou l'astrologie sidérale, sauf si cette personne est née dans les six derniers jours du signe tropical.
Du fait de cette précession, le premier signe du Zodiaque, le Bélier, débutera en général le 21 mars pour les tropicaux, et actuellement (début du XXIe siècle) vers le 15 avril pour les sidéraux.

## L'usage du zodiaque sidéral certifié jusqu'auVIIIesiècle
Malgré Ptolémée, tous les astrologues des mondes judéo-chrétien et musulman continuèrent à s'appuyer sur le zodiaque sidéral pour établir leurs horoscopes jusqu'au VIIIe siècle. Dans le monde chrétien, Rhétorius (en) d'Égypte s'appuya, par exemple, sur les coordonnées sidérales pour établir ses horoscopes en l'an 620. Dans le monde musulman, Masha'allah utilisa également des éphémérides sidérales pour calculer ses horoscopes à Bagdad (comme ceux de l'an 791 et de l'an 794), comme le montrent les travaux d'Otto Neugebauer. Les premiers horoscopes calculés à partir du zodiaque tropical ne sont contemporains que du IXe siècle, démontrant au passage l'influence de l'Islam khorassanien dans l'appréhension de l'astrologie saisonnière (le point de départ du calendrier solaire persan, Norouz, était l'équinoxe de mars). Celle-ci devint la norme en Occident en raison de l'aura scientifique musulmane à cette époque.

## Astrologie hindoue
L'astrologie hindoue, aussi nommée Astrologie védique ou jyotish, est sidérale. Elle prend en compte le décalage dû à la précession des équinoxes, avec une correction, nommée « Ayanamsa », d'environ 24°. 
Il existe cependant plusieurs Ayanamsas, faisant que les différents systèmes d'astrologies védiques diffèrent de quelques minutes ou secondes d'arc. L'Ayanamsa de Lahiri est l'Ayanamsa qui est généralement admis : il valait 23°48' en 1996 La grande majorité des astrologues indiens n'utilisent que le zodiaque sidéral qui commence pour la majorité des écoles par le point opposé à l'étoile Spica déterminé à 180° zodiaque (Ayanamsa Lahiri). Une minorité s'appuie sur l'étoile fixe Revati (Zeta Piscium) pour déterminer le point de départ du zodiaque. Les astrologues indiens distinguent l'astrologie lunaire sidérale de l'astrologie solaire tropicale en nommant la première gréco-romaine (originaire de Syrie romaine) et la seconde tadjike (originaire du Khorassan).
En raison des liens culturels tissés par le monde anglo-saxon avec le sous-continent indien depuis plus de trois siècles, le zodiaque sidéral est plus populaire dans celui-ci que dans le monde francophone.

## L'apport de Cyril Fagan
Il fut le premier à comprendre l'origine de la détermination des degrés d'exaltation utilisés en astrologie (Soleil 19° Bélier, Lune 3° Taureau, Mercure 15° Vierge, Vénus 27° Poissons, Mars 28° Capricorne, Jupiter 15° Cancer, Saturne 21° Balance). Ses travaux ont indiqué qu'elles remontent aux levers et aux couchers héliaques des planètes enregistrés en 786 av. J.-C.. Il s'aperçut que les degrés avaient été déterminés à partir de l'axe stellaire Aldebaran/Antares respectivement positionnée à 15° Taureau et 15° Scorpion, et non à partir du point vernal de l'époque (situé à 14° Bélier).
D'après les travaux de Cyril Fagan et Donald Bradley, le zodiaque des signes et celui des constellations coïncidaient exactement en 221 apr. J.-C., c'est-à-dire que le point vernal se trouvait à ce moment-là à 0° de la constellation du Bélier, mais il s'avère que cette théorie est fausse, car en 221 de notre ère, le point vernal se trouve en Poissons.

## Trois zodiaques

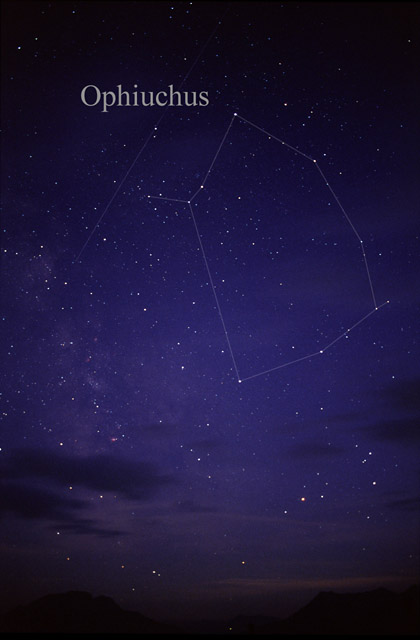
Représentation réelle de la constellation Ophiuchus.

Pour des raisons de simplification mathématique, la majorité des astrologues utilisent douze signes (360 est un multiple de 12), alors que le zodiaque astronomique compte treize constellations, la treizième étant Ophiuchus (ou le Serpentaire) qui empiète de quelques degrés sur l'écliptique entre la constellation du Scorpion et celle du Sagittaire. De ce fait, on peut définir trois zodiaques : le zodiaque tropical, le zodiaque sidéral, et le zodiaque astronomique réel (utilisé par quelques astrologues sidéraux). Ce dernier utilise les limites officielles des constellations du zodiaque sur l'écliptique, établie en 1930 par l'Union astronomique internationale, mais il a été rectifié en 2000[Quoi ?].

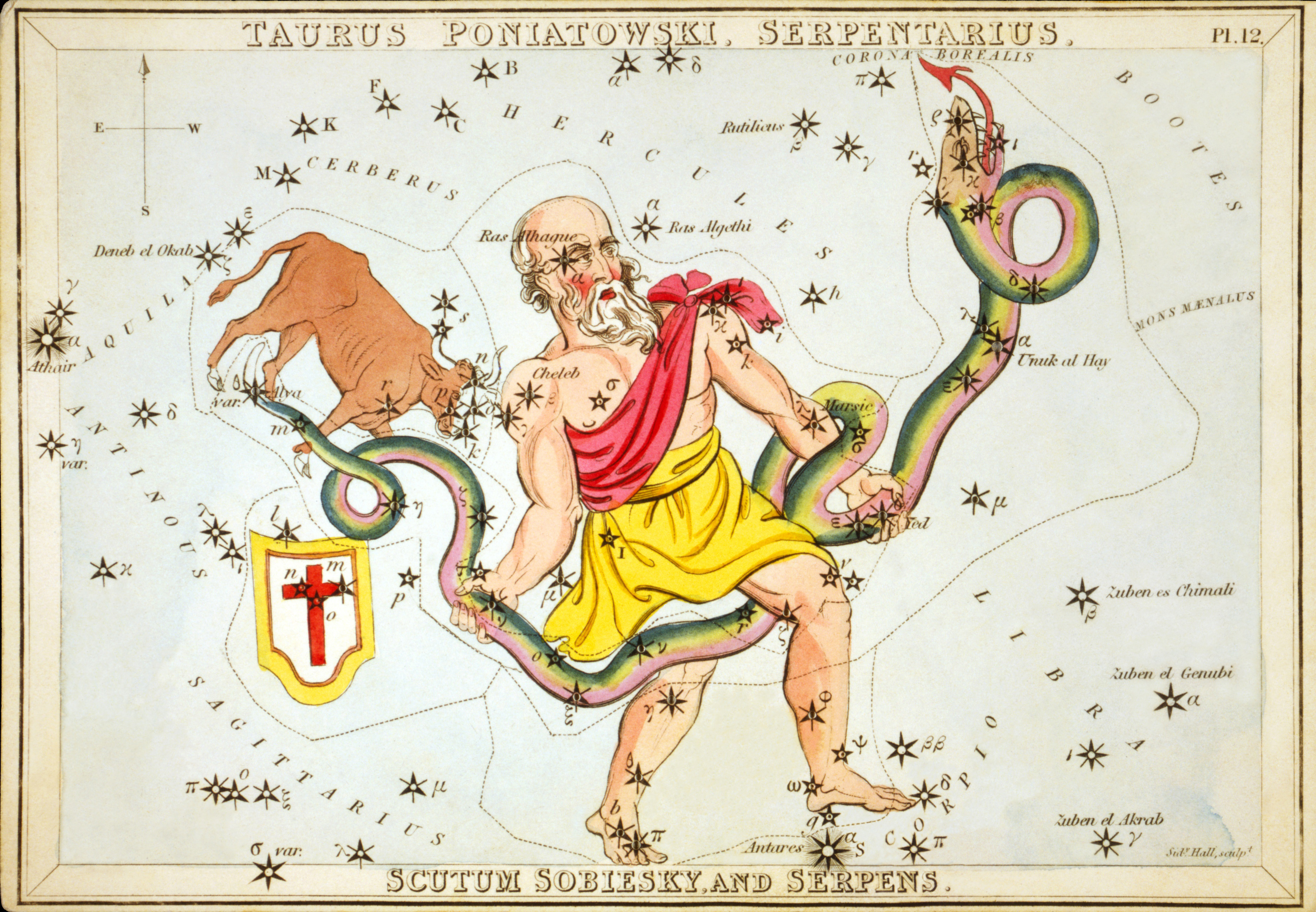
Illustration datant de 1825 de la constellation Ophiuchus.

C'est ce dernier zodiaque qui est utilisé par certains astrologues du mouvement anthroposophique, comme Günther Wachsmuth, et Maria Thun pour son calendrier des semis. Néanmoins ils ne tiennent pas compte d'Ophiuchus. Il en est de même de l'astro-météorologue J. Lippens.
Pour l'année 2002, on a le tableau suivant (il faut rajouter un jour aux zodiaques sidéraux et astronomiques tous les 70 ans et demi) :
| Constellation        | Constellation | Dates tropicales          | Dates sidérales           | Dates astronomiques                 |
| -------------------- | ------------- | ------------------------- | ------------------------- | ----------------------------------- |
| signe du Bélier      | Bélier        | 21 mars - 19 avril        | 15 avril - 15 mai         | 19 avril - 13 mai / 17 mai - 18 mai |
| signe du Taureau     | Taureau       | 20 avril - 20 mai         | 16 mai - 15 juin          | 14 mai - 16 mai / 19 mai - 20 juin  |
| signe des Gémeaux    | Gémeaux       | 21 mai - 20 juin          | 16 juin - 15 juillet      | 20 juin - 20 juillet                |
| signe du Cancer      | Cancer        | 21 juin - 22 juillet      | 16 juillet - 15 août      | 21 juillet - 9 août                 |
| signe du Lion        | Lion          | 23 juillet - 22 août      | 16 août - 17 septembre    | 10 août - 15 septembre              |
| signe de la Vierge   | Vierge        | 23 août - 22 septembre    | 18 septembre - 18 octobre | 16 septembre - 30 octobre           |
| signe de la Balance  | Balance       | 23 septembre - 22 octobre | 19 octobre - 18 novembre  | 31 octobre - 19 novembre            |
| signe du Scorpion    | Scorpion      | 23 octobre - 21 novembre  | 19 novembre - 17 décembre | 20 novembre - 29 novembre           |
| signe du Serpentaire | Ophiuchus     |                           |                           | 30 novembre - 17 décembre           |
| signe du Sagittaire  | Sagittaire    | 22 novembre - 21 décembre | 18 décembre - 16 janvier  | 18 décembre - 18 janvier            |
| signe du Capricorne  | Capricorne    | 22 décembre - 19 janvier  | 17 janvier - 14 février   | 19 janvier - 15 février             |
| signe du Verseau     | Verseau       | 20 janvier - 19 février   | 15 février - 14 mars      | 16 février - 11 mars                |
| signe des Poissons   | Poissons      | 20 février - 20 mars      | 15 mars - 14 avril        | 12 mars - 18 avril                  |

### Sources
- "The Real Constellations of the Zodiac". Dr Lee T. Shapiro, Planetarian, Vol 6, #1, Spring (1977). site internet en langue anglaise : ips.planetarium.com
- "The Primer of Sidereal Astrology", Cyril Fagan and Brigadier R. C. Firebrace, American Federation of Astrologers Inc., (1971)  (ISBN 0-86690-427-1)
- Retour au zodiaque des étoiles, Jacques Dorsan, Éditions Dervy, 1980.